# Marcus Walden
Marcus Walter Walden (Fresno, 13 settembre 1988) è un giocatore di baseball statunitense, lanciatore di rilievo per i Chicago Cubs della Major League Baseball.

## Carriera

### Inizi e Minor League (MiLB)
Nato a Fresno, California, Bauer frequentò la Central High School e successivamente il Fresno City College, entrambi situati nella sua città natale. Venne selezionato nel 9º turno, come 295ª scelta assoluta del draft MLB 2007, dai Toronto Blue Jays, che lo assegnarono alla classe Rookie. Disputò la stagione 2008 nella classe A-breve e la stagione 2009 nella classe A-avanzata.
Perse gran parte della stagione 2009 e l'intera stagione 2010 a causa di un infortunio alla spalla e uno al gomito, quest'ultimo richiese la Tommy John surgery per essere risolto. Tornò nel 2011, nella classe A.
Nel 2012 militò sia nella classe A che nella classe A-avanzata. Nel 2013 disputò l'intera stagione nella Doppia-A. Iniziò la stagione 2014 nella Tripla-A, ma dopo poche partite, il 15 aprile, Walden venne designato per la riassegnazione dai Blue Jays.
Il 16 aprile 2014, gli Oakland Athletics selezionarono Walden dalla lista dei trasferimenti dei Blue Jays. Disputò il resto della stagione nella Doppia-A e nella Tripla-A. Divenne free agent a fine stagione.
Il 30 novembre 2014, Walden firmò un contratto di minor league con i Cincinnati Reds. Venne assegnato nella Doppia-A, ma il 21 aprile, dopo una sola partita disputata, venne svincolato dalla franchigia.
Il 15 dicembre 2015, Walden firmò un contratto di minor league con i Minnesota Twins, che lo assegnarono brevemente nella Doppia-A per poi promuoverlo nella Tripla-A, dove disputò gran parte della stagione 2016. Divenne free agent il 7 novembre, dopo la conclusione della stagione.
Il 14 dicembre 2016, Walden firmò un contratto di minor league con i Boston Red Sox, con un invito allo Spring Training incluso. Disputò la stagione 2017 nella Tripla-A, apparendo in 29 partite di cui 15 da partente.

### Major League (MLB)
Walden debuttò nella MLB il 1º aprile 2018, al Tropicana Field di St. Petersburg contro i Tampa Bay Rays. Schierato durante il quinto inning, lanciò per 1.1 inning, fronteggiò cinque battitori e concesse una valida.
Il 14 aprile contro gli Orioles, nella sua quinta partita di MLB, ottenne la prima salvezza. Concluse la stagione con 8 partite disputate nella MLB e 20 nella minor league, di cui 2 nella classe A-breve e 18 nella Tripla-A.
Il 7 aprile 2019, durante la sua prima partita stagionale, disputata contro i Diamondbacks, Walden ottenne la prima vittoria. Durante la stagione disputò 70 partite nella MLB e solo una nella Tripla-A.
Nella stagione 2020, apparve in 15 delle 60 partite disputate durante la stagione regolare.
Schierato dall'inizio della stagione 2021 in minor league, Walden venne svincolato dalla franchigia il 7 agosto dello stesso anno.
Il 19 agosto 2021, Walden firmò un contratto di minor league con i Chicago Cubs.